# Rubus phyllothyrsos
Rubus phyllothyrsos är en rosväxtart som beskrevs av Peter Kristian Nicolaj Friderichsen. Enligt Catalogue of Life ingår Rubus phyllothyrsos i släktet rubusar och familjen rosväxter, men enligt Dyntaxa är tillhörigheten istället släktet rubusar och familjen rosväxter. Arten har ej påträffats i Sverige. Inga underarter finns listade i Catalogue of Life.